# Miłosz Bernatajtys
Miłosz Bernatajtys   (Słupsk, 30 de maig de 1982) és un remer polonès, ja retirat, guanyador d'una medalla olímpica.
El 2008 va prendre part en els Jocs Olímpics d'Estiu de Pequín, on guanyà la medalla de plata en la prova del quatre sense timoner lleuger del programa de rem. Formà equip amb Lukasz Pawlowski, Bartlomiej Pawelczak i Pawel Randa. Quatre anys més tard, als Jocs de Londres, fou tretzè en la mateixa prova.
En el seu palmarès també destaca una medalla de bronze en el Campionat del món de rem de 2009 i una de plata en el Campionat d'Europa de rem de 2010. També guanyà dos campionats nacionals.